# Cristian Darío Álvarez
Cristian Darío Álvarez est un footballeur argentin né le 13 novembre 1985 à General Lagos, qui évolue au poste de gardien de but au Real Saragosse.

## Palmarès
CA San Lorenzo
- Vainqueur de la Copa Libertadores en 2014.
- Vainqueur du Championnat d'Argentine en 2013 (Initial)